# Bryndum (plaats)
Bryndum is een plaats in de Deense regio Zuid-Denemarken, gemeente Esbjerg, en telt 498 inwoners (2007).